# Phife Dawg
Malik Izaak Taylor (n. 20 noiembrie 1970, New York City, New York, SUA – d. 22 martie 2016, California, SUA), cunoscut profesional ca Phife Dawg sau Phife, a fost un rapper american și membru al grupului A Tribe Called Quest cu Q-Tip și Ali Shaheed Muhammad. El a fost, de asemenea, cunoscut sub numele de "Five-Foot Assassin" și "The Five-Footer".

## Legături externe
- Phife Dawg la Internet Movie Database